# حوضه آبریز رودخانه حله و مسیل‌های کوچک دو طرف آن

موقعیت حوضه آبریز رودخانه حله و مسیل‌های کوچک دو طرف آن

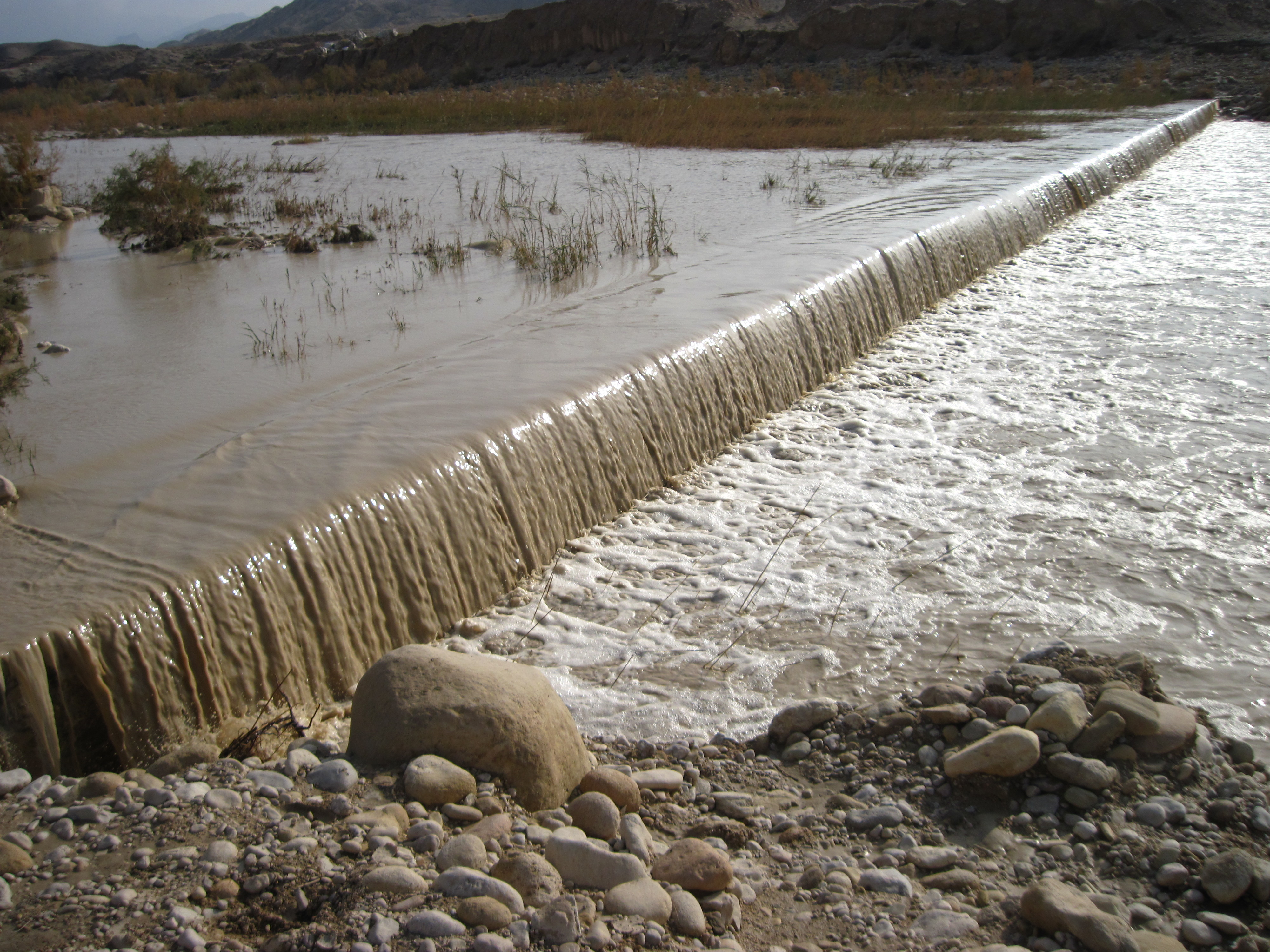
رود اهرم

حوضه آبریز رودخانه حله و مسیل‌های کوچک دو طرف آن با نام اختصاری حله و شرق و غرب یکی از حوضه‌های باز ایران است که در تقسیم‌بندی حوضه‌های آبریز ایران، حوضهٔ فرعی به‌شمار می‌رود و زیرمجموعهٔ حوضهٔ آبریز خلیج فارس و دریای عمان است. مساحت این حوضه، ۲۱٬۲۷۴ کیلومتر مربع و رود اصلی آن، رود حله است.

## جغرافیا
حوضهٔ آبریز حله و غرب و شرق شامل بخش‌های بزرگی از استان‌های بوشهر و فارس و بخش‌های اندکی از استان‌های خوزستان و کهگیلویه و بویراحمد است. آبراههٔ اصلی حوضه، رود حله است که از تلاقی رودهای شاپور و دالکی در سعیدآباد کازرون تشکیل می‌شود و در دشت برازجان به خلیج فارس می‌ریزد. رود دالکی نیز از به هم پیوستن رودهای جره و فراشبند در دشت جره ایجاد می‌شود. سرچشمهٔ رود جره، کوه دشت ارژن و سرچشمهٔ رود فراشبند، ارتفاعات جنوبی و شرقی فراشبند است. شاخهٔ دیگر حله، رود شاپور است که از شمال کازرون سرچشمه می‌گیرد.
دیگر رود قابل توجه این حوضه، رود اهرم است که در شرق حله در شهرستان‌های اهرم و بوشهر جریان دارد.

## زیرحوضه‌ها
برپایهٔ دستور العمل تقسیم‌بندی حوضه‌های ایران، حوضهٔ آبریز حله و شرق و غرب به زیرحوضه‌های زیر تقسیم می‌شود:
| کد  | نام اختصاری زیرحوضه | مساحت کیلومتر مربع | تعداد زیرحوضه‌ها |
| --- | ------------------- | ------------------ | --------------- |
| ۲۵۱ | غرب حله             | ۶٬۳۱۹              | ۷               |
| ۲۵۲ | رود حله             | ۱۱٬۲۱۲             | ۳               |
| ۲۵۳ | شرق حله             | ۳٬۷۴۳              | ۲               |